# Cena Izvestijí 1987
Dvacátý první ročník Ceny Izvestijí se konal od 16. do 22. 12. 1987 v Moskvě. Zúčastnilo se šest reprezentačních mužstev, která se utkala jednokolovým systémem každý s každým.

## Výsledky a tabulka
|    |         | CAN    | SSSR          | SWE     | ČSSR           | FIN    | GER     | V | R | P | Skóre | B |
| -- | ------- | ------ | ------------- | ------- | -------------- | ------ | ------- | - | - | - | ----- | - |
| 1. | Kanada  | Kanada | 3:2           | 3:2     | 1:3            | 4:1    | 2:1     | 4 | 0 | 1 | 13:9  | 8 |
| 2. | SSSR    | 2:3    | Sovětský svaz | 4:1     | 5:3            | 3:3    | 10:1    | 3 | 1 | 1 | 24:11 | 7 |
| 3. | Švédsko | 2:3    | 1:4           | Švédsko | 2:1            | 2:2    | 3:2     | 2 | 1 | 2 | 10:12 | 5 |
| 4. | ČSSR    | 3:1    | 3:5           | 1:2     | Československo | 2:1    | 3:4     | 2 | 0 | 3 | 12:13 | 4 |
| 5. | Finsko  | 1:4    | 3:3           | 2:2     | 1:2            | Finsko | 8:2     | 1 | 2 | 2 | 15:13 | 4 |
| 6. | SRN     | 1:2    | 1:10          | 2:3     | 4:3            | 2:8    | Německo | 1 | 0 | 4 | 10:26 | 2 |

 Československo -  Finsko 2:1 (1:0, 0:1, 1:0)
16. prosince 1987 - Moskva

Branky a nahrávky Československa: 14:13 Vladimír Růžička (Petr Rosol), 44:53 Jiří Doležal.

Branky a nahrávky Finsko: 37:33 Erkki Laine (Raimo Helminen).

Rozhodčí: Bob Morley (CAN) - Konstantin Komisarov (URS), Alexandr Pavlovskij (URS)

Vyloučení: 3:3 (využití 1:1)
ČSSR: Petr Bříza - Mojmír Božík, Jaroslav Benák, Luděk Čajka, Miloslav Hořava, Rudolf Suchánek, Leo Gudas, Eduard Uvíra, Bedřich Ščerban - David Volek, Jiří Hrdina, Jiří Doležal - Petr Rosol, Vladimír Růžička, Radim Raděvič - Jiří Lála, Rostislav Vlach, Igor Liba - Oto Haščák, Dárius Rusnák, Ladislav Lubina.
Finsko: Jukka Tammi - Arto Ruotanen, Simo Saarinen, Timo Blomqvist, Jouko Narvanmaa, Kari Suoraniemi, Jarmo Kuusisto, Jyrki Lumme, Jukka Virtanen - Reijo Mikkolainen, Kari Jalonen, Kari Laitinen - Erkki Laine, Raimo Helminen, Iiro Järvi - Pekka Tuomisto, Erkki Lehtonen, Timo Susi - Kai Suikkanen, Esa Keskinen, Jari Torkki.
 SSSR -  SRN 10:1 (5:0, 2:0, 3:1)
16. prosince 1987 - Moskva

Branky a nahrávky SSSR: 4. Vjačeslav Bykov (Andrej Chomutov), 9. Sergej Makarov (Vjačeslav Fetisov), 14. Sergej Světlov (Andrej Lomakin), 14. Andrej Chomutov (Konstantinov, Stělnov), 17. Sergej Makarov (Vjačeslav Fetisov), 34. Čisťjakov (Světlov), 40. Konstantinov (Andrej Lomakin), 47. Sergej Světlov (Andrej Lomakin), 54. Alexandr Černych (Prjachin), 59. Igor Stělnov (Andrej Chomutov, Bykov).

Branky a nahrávky Německa: 60. Peter Schiller.

Rozhodčí: Nässen (SWE) – Tolstikov (URS), Šarikov (URS)

Vyloučení: 4:6 (využití 1:0)
SSSR: Valerij Samojlov - Alexej Kasatonov, Vjačeslav Fetisov, Konstantinov - Andrej Čistjakov, Igor Stělnov - Igor Kravčuk, Ilja Bjakin, Valerij Širjajev - Sergej Makarov, Igor Larionov, Vladimir Krutov - Andrej Chomutov, Vjačeslav Bykov, Valerij Kamenskij - Sergej Světlov, Alexandr Semak, Andrej Lomakin - Sergej Prjachin, Alexandr Černych, Jurij Chmyljov.
Německo: Helmut de Raaf - Harold Kreis, Uli Chiemer, Ron Fischer, Horst-Peter Kretschmer, Udo Kießling, Andreas Niederberger, Manfred Schuster, Dieter Medicus - Peter Obresa, Gerdt Holzmann, Peter Draisaitl - Christian Brittig, Markus Kuhl, Peter Schiller - Gerd Truntschka, Helmut Steiger, Dieter Hegen - Roy Roedger, Georg Franz, Manfred Wolf.
 Kanada -  Švédsko 3:2 (1:0, 2:2, 0:0)
16. prosince 1987 - Moskva

Branky a nahrávky Kanady: 5. Craig Redmond (Brian Bradley), 27. Wally Schreiber, 29. Serge Boisvert.

Branky a nahrávky Švédska: 28. Mikael Johansson, 39. Bo Berglund.

Rozhodčí: Alexandr Fedosejev (URS) – Valerij Bokarev (URS), Balin (URS)

Vyloučení: 5:2 (využití 0:0)
Kanada: Sean Burke - Craig Redmond, Tony Stiles, Zarley Zalapski, Chris Joseph, Trent Yawney, Randy Gragg, Chris Felix, Serge Roy - Gord Sherven, Mark Habscheid, Wally Schreiber - Serge Boisvert, Brian Bradley, Bob Joyce - Claude Vilgrain, Ken Yaremchuk, Ken Barry - Cliff Ronning, Waugh Carpan.
Švédsko: Anders Bergman - Thomas Eriksson, Mats Killström, Dvar Stambert, Arto Blomsten, Lars Ivarsson, Peter Andersson, Magnus Svensson, Leif Carlsson - Bo Berglund, Mikael Johansson, Jens Eling - Ulf Sandström, Anders Jonsson, Peter Nilsson - Staffan Lund, Mikael Lindholm, Peter Eriksson - Martin Pettersson, Mikael Hjälm, Mats Lundström.
 Švédsko -  SRN 3:2 (1:1, 0:0, 2:1)
17. prosince 1987 - Moskva

Branky Švédska: 13. Ulf Sanström, 45. Bo Berglund, 46. Ulf Sanström.

Branky Německa: 10. Dieter Hegen, 58. Georg Holzman.

Rozhodčí: Willi Vögtlin (SUI) - Jersov (URS), Kozin (URS)

Vyloučení: 4:4 (využití 0:0)
Švédsko: Peter Oslin - Thomas Eriksson, Mats Killström, Dvar Stambert, Arto Blomsten, Lars Ivarsson, Peter Andersson, Magnus Svensson, Leif Carlsson - Charles Berglund, Mikael Johansson, Boo Berglund - Ulf Sandström, Anders Jonsson, Peter Nilsson - Staffan Lund, Mikael Lindholm, Peter Eriksson - Martin Pettersson, Mikael Hjälm, Mats Lundström.
Německo: Joseph Schlickenrieder - Harold Kreis, Manfred Schuster, Ron Fischer, Horst-Peter Kretschmer, Udo Kiesling, Andreas Niederberger - Peter Obresa, Georg Holzmann, Peter Draisaitl - Gerd Truntschka, Markus Kuhl, Peter Schiller - Helmut Steiger, Berndt Truntschka, Dieter Hegen - Roy Roedger, Georg Franz, Manfred Wolf.
 Kanada -  Československo 1:3 (0:0, 0:2, 1:1)
17. prosince 1987 - Moskva

Branky a nahrávky Kanady: 59:03 Wally Schreiber (Serge Roy, Chris Felix).

Branky a nahrávky Československa: 30:24 Petr Rosol (Vladimír Růžička, Radim Raděvič), 30:41 Jiří Lála, 53:33 David Volek (Jiří Hrdina).

Rozhodčí: Jarmo Jalarvo (FIN) - Valerij Bokarev (URS), Balin (URS)

Vyloučení: 5:4 (využití 0:1)
ČSSR: Jaromír Šindel - Mojmír Božík, Jaroslav Benák, Luděk Čajka, Miloslav Hořava, Rudolf Suchánek, Leo Gudas, Eduard Uvíra, Bedřich Ščerban - David Volek, Jiří Hrdina, Jiří Doležal - Petr Rosol, Vladimír Růžička, Radim Raděvič - Jiří Lála, Rostislav Vlach, Igor Liba - Oto Haščák, Dárius Rusnák, Ladislav Lubina - Jiří Kučera.
Kanada: Andy Moog - Craig Redmond, Tony Stiles, Zarley Zalapski, Chris Joseph, Trent Yawney, Randy Gragg, Serge Roy - Gord Sherwen, Mark Habscheid, Wally Schreiber - Claude Vilgrain, Ken Yaremchuk, Ken Barry - Chris Felix, Cliff Ronning, Waugh Carpin - Serge Boisvert, Bob Joyce.
 SSSR -  Finsko 3:3 (1:1, 2:2, 0:0)
17. prosince 1987 - Moskva

Branky SSSR: 7. Igor Kravčuk, 25. Alexej Kasatonov, 39. Alexandr Černych.

Branky Finska: 5. Timo Susi, 33. Kari Jalonen, 36. Reyo Mikkolainen.

Rozhodčí: Milan Jirka (TCH) - Konstantin Komisarov (URS), Alexandr Pavlovskij (URS)

Vyloučení: 1:2 (využití 0:0)
SSSR: Jevgenij Bělošejkin (41. Valerij Samojlov) - Alexej Kasatonov, Vjačeslav Fetisov, Konstantinov, Andrej Čistjakov, Igor Stělnov — Igor Kravčuk, Ilja Bjakin, Valerij Širjajev - Sergej Makarov, Igor Larionov, Vladimir Krutov - Andrej Chomutov, Vjačeslav Bykov, Valerij Kamenskij - Sergej Světlov, Alexandr Semak, Andrej Lomakin - Sergej Prjachin, Alexandr Černych, Jurij Chmyljov.
Finsko: Jarmo Myllis - Jarmo Kuusisto, Kari Suoraniemi, Simo Saarinen, Arto Ruotanen, Jukka Virtanen, Jarkki Lumme, Jukko Narvanmaa, Timo Blomkvist - Kari Jalonen, Kari Laitinen, Pekka Tuomisto - Iiro Järvi, Raimo Helminen, Erkki Laine - Jari Torkki, Esa Keskinen, Kai Suikkanen - Timo Susi, Erkki Lehtonen, Reyo Mikkolainen.
 Švédsko -  Československo 2:1 (0:1, 1:0, 1:0)
19. prosince 1987 - Moskva

Branky a nahrávky Švédska: 22:05 Mikael Hjälm (Mats Lundström), 41:55 Martin Pettersson (Leif Carlsson).

Branky a nahrávky Československa: 7:29 Radim Raděvič (Petr Rosol).

Rozhodčí: Herbert Vogt (FRG) - Tolstikov (URS), Šakirov (URS)

Vyloučení: 3:5 (využití 1:0)
Švédsko: Anders Bergman - Thomas Eriksson, Mats Killström, Lars Ivarsson, Peter Andersson, Magnus Svensson, Leif Carlsson, Dvar Stambert - Charles Berglund, Mikael Johansson, Ulf Sandström - Anders Jonsson, Peter Nilsson, Mikael Lindholm - Peter Eriksson, Martin Pettersson, Mikael Hjälm - Mats Lundström, Bo Berglund.
ČSSR: Petr Bříza - Mojmír Božík, Jaroslav Benák, Eduard Uvíra, Miloslav Hořava, Rudolf Suchánek, Leo Gudas, Luděk Čajka, Bedřich Ščerban - David Volek, Jiří Hrdina, Jiří Doležal - Petr Rosol, Vladimír Růžička, Radim Raděvič – Oto Haščák (41. Jiří Lála), Dárius Rusnák (41. Rostislav Vlach), Ladislav Lubina - Libor Dolana, Jiří Kučera, Igor Liba.
 Finsko -  SRN 8:2 (2:1, 4:1, 2:0)
19. prosince 1987 - Moskva

Branky Finska: 9. Raimo Helminen, 11. Pekka Tuomisto, 21. Pekka Tuomisto, 27. Erkki Lehtonen, 36. Kai Suikanen, 36. Kari Jalonen, 43. Timo Susi, 48. Jari Torkki.

Branky Německa: 14. Dieter Hegen, 30. Ewald Steiger.

Rozhodčí: Bogdan Tyszkyewicz (POL) - Jersov (URS), Kozin (URS)

Vyloučení: 5:4 (využití 0:0)
Německo: Helmut de Raaf - Harold Kreis, Uli Chiemer, Ron Fischer, Horst-Peter Kretschmer, Udo Kießling, Andreas Niederberger, Manfred Schuster, Dieter Medicus - Peter Obresa, Georg Holzmann, Peter Draisaitl - Christian Brittig, Markus Kuhl, Peter Schiller - Helmut Steiger, Berndt Truntschka, Dieter Hegen - Roy Roedger, Georg Franz, Manfred Wolf - Ewald Steiger, Gerd Truntschka.
Finsko: Jukka Tammi - Jarmo Kuusisto, Kari Suoraniemi, Simo Saarinen, Arto Ruotanen, Jukka Virtanen, Jarkki Lumme, Jukko Narvanmaa, Timo Blomqvist - Kari Jalonen, Kari Laitinen, Pekka Tuomisto - Iiro Järvi, Raimo Helminen, Erkki Laine - Jari Torkki, Esa Keskinen, Kai Suikkanen - Timo Susi, Erkki Lehtonen, Reijo Mikkolainen.
 Kanada -  SSSR 3:2 (0:1, 1:1, 2:0)
19. prosince 1987 - Moskva

Branky a nahrávky Kanady: 32. Wally Schreiber (Claude Vilgrain), 44. Ken Berry, 49. Ken Berry.

Branky a nahrávky SSSR: 13. Sergej Světlov (Andrej Lomakin), 22. Igor Larionov (Sergej Světlov).

Rozhodčí: Nässen (SWE) – Valerij Bokarev (URS), Barin (URS)

Vyloučení: 4:3 (využití 0:0)
Kanada: Sean Burke - Craig Redmond, Tony Stiles, Zarley Zalapski, Chris Joseph, Trent Yawney, Randy Gregg, Serge Roy - Gord Sherven, Mark Habscheid, Wally Schreiber - Serge Boiver, Brian Bradley, Bob Joyce - Claude Vilgrain, Ken Yaremchuk, Ken Barry - Chris Felix, Cliff Ronning.
SSSR: Valerij Samojlov - Alexej Kasatonov, Vjačeslav Fetisov, Konstantinov, Andrej Čistjakov, Igor Stělnov - Igor Kravčuk, Ilja Bjakin, Valerij Širjajev - Sergej Makarov, Igor Larionov, Vladimir Krutov - Andrej Chomutov, Vjačeslav Bykov, Valerij Kamenskij - Sergej Světlov, Alexandr Semak, Andrej Lomakin - Jevgenij Davydov, Alexandr Černych, Jurij Chmyljov.
 Kanada -  SRN 2:1 (0:0, 1:1, 1:0)
20. prosince 1987 - Moskva

Branky Kanady: 24. Zarley Zalapski, 54. Ken Yaremchuk.

Branky Německa: 25. Markus Kuhl.

Rozhodčí: Willi Vögtlin (SUI) – Jersov (URS), Kozin (URS)

Vyloučení: 3:3 (využití 0:0, v oslabení 1:0)
Kanada: Andy Moog - Craig Redmond, Tony Stiles, Zarley Zalapski, Chris Joseph, Trent Yawney, Randy Gragg, Serge Roy - Gord Sherven, Mark Habscheid, Wally Schreiber - Serge Boiver, Brian Bradley, Bob Joyce - Claude Vilgrain, Ken Yaremchuk, Ken Barry - Chris Felix, Cliff Ronning.
Německo: Joseph Schlickenrieder - Harold Kreis, Ron Fischer, Horst-Peter Kretschmer, Andreas Niederberger, Manfred Schuster, Dieter Medicus - Peter Obresa, Georg Holzmann, Christian Brittig - Markus Kuhl, Peter Schiller, Helmut Steiger - Berndt Truntschka, Dieter Hegen, Roy Roedger - Georg Franz, Manfred Wolf, Gerd Truntschka.
 Švédsko -  Finsko 2:2 (2:2, 0:0, 0:0)
20. prosince 1987 - Moskva

Branky Švédska: 14. Bo Berglund, 16. Bo Berglund.

Branky Finska: 17. Jari Torkki, 20. Pekka Tuomisto.

Rozhodčí: Milan Jirka (TCH) – Valerij Bokarev (URS), Balin (URS)

Vyloučení: 2:2 (využití 0:0)
Švédsko: Peter Oslin - Thomas Eriksson, Mats Killström, Lars Ivarsson, Peter Andersson, Magnus Svensson, Leif Karlsson, Dvar Stambert, Arto Blomsten - Charles Berglund, Mikael Johansson, Ulf Sandström - Anders Jonsson, Peter Nilsson, Mikael Lindholm - Peter Eriksson, Martin Pettersson, Mikael Hjälm - Bo Berglund, Staffan Lund.
Finsko: Jarmo Myllis - Jarmo Kuusisto, Kari Suoraniemi, Simo Saarinen, Arto Ruotanen, Jukka Virtanen, Jukko Narvanmaa, Timo Blomqvist - Kari Jalonen, Kari Laitinen, Pekka Tuomisto - Iiro Järvi, Raimo Helminen, Erkki Laine - Jari Torkki, Esa Keskinen, Kai Suikkanen - Timo Susi, Erkki Lehtonen, Reijo Mikkolainen.
 SSSR -  Československo 5:3 (0:1, 4:2, 1:0)
20. prosince 1987 - Moskva

Branky a nahrávky SSSR: 31:32 Vladimir Krutov (Igor Larionov, Sergej Makarov), 33:47 Vladimir Krutov, 35:48 Alexej Kasatonov (Sergej Makarov), 36:57 Ilja Bjakin (Sergej Makarov, Valerij Širjajev), 51:31 Valerij Širjajev (Alexandr Černych, Ilja Bjakin).

Branky a nahrávky Československa: 16:39 Vladimír Růžička (Luděk Čajka, Oto Haščák), 22:30 Rudolf Suchánek (Igor Liba, Jiří Kučera), 30:36 Oto Haščák (Jiří Kučera).

Rozhodčí: Bob Morley (CAN) - Konstantin Komisarov (URS), Alexandr Pavlovskij (URS)

Vyloučení: 1:2 (využití 1:1)
ČSSR: Jaromír Šindel (24.Petr Bříza, 25. Jaromír Šindel, 49. Petr Bříza) - Mojmír Božík, Jaroslav Benák, Luděk Čajka, Miloslav Hořava, Suchánek, Leo Gudas, Eduard Uvíra, Bedřich Ščerban - David Volek, Jiří Hrdina, Jiří Doležal - Oto Haščák, Vladimír Růžička, Radim Raděvič - Jiří Lála, Jiří Kučera, Igor Liba - Rostislav Vlach, Dárius Rusnák, Ladislav Lubina - Libor Dolana.
SSSR: Jevgenij Bělošejkin - Alexej Kasatonov, Vjačeslav Fetisov, Andrej Čistjakov, Konstantinov, Igor Kravčuk, Igor Stělnov, Valerij Širjajev, Ilja Bjakin - Sergej Makarov, Igor Larionov, Vladimir Krutov - Sergej Světlov, Alexandr Semak, Andrej Lomakin - Andrej Chomutov, Vjačeslav Bykov, Valerij Kamenskij - Jurij Chmyljov, Alexandr Černych, Vitalij Davydov.
 Kanada -  Finsko 4:1 (2:1, 2:0, 0:0)
22. prosince 1987 - Moskva

Branky Kanady: 2. Gord Sherven, 6. Bob Joyce, 31. Claude Vilgrain, 32. Chris Felix.

Branky Finska: 5. Erkki Laine.

Rozhodčí: Herbert Vogt (GER) – Tolstikov (URS), Šarikov (URS)

Vyloučení: 2:4 (využití 0:1)
Kanada: Sean Burke - Craig Redmond, Tony Stiles, Zarley Zalapski, Chris Joseph, Trent Yawney, Randy Gragg, Serge Roy - Gord Sherven, Mark Habscheid, Wally Schreiber - Serge Boiver, Brian Bradley, Bob Joyce - Claude Vilgrain, Ken Yaremchuk, Ken Barry - Chris Felix, Cliff Ronning, Vogue Karpen.
Finsko: Jukka Tammi - Jarmo Kuusisto, Kari Suoraniemi, Simo Saarinen, Arto Ruotanen, Jukka Virtanen, Jukko Narvanmaa, Timo Blomqvist - Kari Jalonen, Kari Laitinen, Pekka Tuomisto - Iiro Järvi, Raimo Helminen, Erkki Laine - Jari Torkki, Esa Keskinen, Kai Suikkanen - Timo Susi, Erkki Lehtonen, Reijo Mikkolainen.
 Československo -  SRN 3:4 (1:1, 1:0, 1:3)
22. prosince 1987 - Moskva

Branky a nahrávky Československa: 12:27 Jiří Lála, 37:07 Jiří Hrdina (Rostislav Vlach), 45:51 Ladislav Lubina (Eduard Uvíra).

Branky a nahrávky Německa: 10:21 Udo Kiessling, 40:41 Dieter Hegen (Gerd Truntschka), 47:49 Ewald Steiger (Manfred Wolf, Ron Fischer), 57:39 Dieter Hegen (Gerd Truntschka).

Rozhodčí: Bogdan Tyszkiewicz (POL) - Konstantin Komisarov (URS), Alexandr Pavlovskij (URS)

Vyloučení: 7:8 (využití 0:1)
ČSSR: Petr Bříza - Mojmír Božík, Jaroslav Benák, Luděk Čajka, Miloslav Hořava, Rudolf Suchánek, Leo Gudas, Eduard Uvíra, Bedřich Ščerban - Rostislav Vlach, David Volek, Jiří Hrdina, Jiří Doležal - Petr Rosol, Vladimír Růžička, Radim Raděvič - Jiří Lála, Jiří Kučera, Igor Liba - Oto Haščák, Dárius Rusnák, Ladislav Lubina.
Německo: Helmut de Raaf - Udo Kießling, Andreas Niederberger, Harold Kreis, Ron Fischer, Dieter Medicus, Manfred Schuster - Helmut Steiger, Gerd Truntschka, Dieter Hegen - Peter Obresa, Georg Holzmann, Georg Franz - Markus Kuhl, Peter Draisaitl, Peter Schiller - Roy Roedger, Manfred Wolf, Ewald Steiger.
 SSSR -  Švédsko 4:1 (1:0, 0:1, 3:0)
22. prosince 1987 - Moskva

Branky SSSR: 38. Igor Stělnov, 44. Ilja Bjakin, 56. Alexandr Semak, 60. Alexandr Černych.

Branky Švédska: 17. Anders Johnson.

Rozhodčí: Jalarvo (FIN) – Bokarev, Balin (URS)

Vyloučení: 6:6 (využití 0:1, v oslabení 1:0) navíc Anders Johnson na 10 minut za nesportovní chování.
SSSR: Jevgenij Bělošejkin - Alexej Kasatonov, Vjačeslav Fetisov, Konstantinov, Andrej Čistjakov, Igor Stělnov - Igor Kravčuk, Ilja Bjakin, Valerij Širjajev -  Sergej Makarov, Igor Larionov, Vladimir Krutov - Andrej Chomutov, Vjačeslav Bykov, Valerij Kamenskij - Sergej Světlov, Alexandr Semak, Andrej Lomakin - Jevgenij Davydov, Alexandr Černych, Jurij Chmyljov.
Švédsko: Peter Oslin - Thomas Eriksson, Mats Killström, Dvar Stamberg, Arto Blomsten, Lars Ivarsson, Peter Andersson, Magnus Svensson, Leif Karlsson - Charles Berglund, Mikael Johansson, Jens Eling - Ulf Sandström, Anders Jonsson, Peter Nilsson - Bo Berglund, Mikael Lindholm, Peter Eriksson - Martin Pettersson, Mikael Hjälm, Mats Lundström

## Statistika

### Nejlepší hráči
| Brankář | Sean Burke      |
| Obránce | Mats Kihlström  |
| Útočník | Vladimir Krutov |

### Kanadské bodování
| Poř. | Kanadské bodování | Branky | Přihrávky | Body |
| ---- | ----------------- | ------ | --------- | ---- |
| 1.   | Sergej Makarov    | 2      | 4         | 6    |